# Austrocarabodes sphaeroideus
Austrocarabodes sphaeroideus är en kvalsterart som beskrevs av Sandór Mahunka 1978. Austrocarabodes sphaeroideus ingår i släktet Austrocarabodes och familjen Carabodidae. Inga underarter finns listade.